# Nancy Marchand
Nancy Marchand (Buffalo, New York, 19. lipnja 1928. - Stratford, Connecticut, 18. lipnja 2000.) američka je kazališna, filmska i televizijska glumica. Najpoznatija je po ulogama Margaret Pynchon u Lou Grantu i Livije Soprano u Obitelji Soprano.

## Vanjske poveznice
- Nancy Marchand u internetskoj bazi filmova IMDb-u (engl.)